# Hush... Hush, Sweet Liars
"Hush... Hush, Sweet Liars" é o vigésimo e último episódio da sexta temporada e 140º no geral da série de TV Pretty Little Liars. O episódio foi ar em 15 de março de 2016 na Freeform. Foi escrito pela showrunner I. Marlene King e dirigido por Ron Lagomarsino.
O episódio foi bem recebido pela crítica profissional e atraiu 1.19 milhões de telespectadores.

## Enredo
Com o novo perseguidor ameaçando matar as garotas, Hanna (Ashley Benson), Spencer (Troian Bellisario), Aria (Lucy Hale), Emily (Shay Mitchell), Caleb (Tyler Blackburn) e Ezra (Ian Harding) resolvem contra-atacar. Spencer e Toby (Keegan Allen) trabalham juntos para descobrir algo sobre Sara Harvey e Yvonne (Kara Royster) começa a se perguntar por onde andam os sentimentos de Toby por ela. Ezra e Aria finalizam seu livro em conjunto e Ezra desabafa, dizendo que está finalmente pronto para dizer à Nicole; e, então, surpresos com uma ótima notícia, acabam deixando-se levar por antigos sentimentos. Enquanto Caleb trabalha com Hanna para montar uma armadilha, os dois começam a discutir sobre o fim do relacionamento e acabam se beijando. Enquanto isso, Alison (Sasha Pieterse) começa a ter alucinações de Darren Wilden e uma versão suja e morta de sua mãe, Jessica; Emily então resolve ficar ao lado dela para protege-la. Num deslize fatal, Ezra, Caleb e Aria acabam sendo enganados por A e Hanna é sequestrada. Secretamente, Elliott (Huw Collins), marido de Alison, acaba revelando-se como a pessoa mascarada de Darren Wilden que estava assustando Alison; ele então junta-se à Mary Drake (Andrea Parker), irmã gêmea idêntica de Jessica DiLaurentis, e revelam seus planos de vingança.

## Produção
"Hush... Hush, Sweet Liars" foi escrito pela showrunner e principal colaboradora da série I. Marlene King, servindo como o terceiro episódio escrito por King na sexta temporada. O episódio foi dirigido por Ron Lagomarsino, que anteriormente havia dirigido o episódio de estreia da segunda parte da temporada, "Of Late I Think of Rosewood". As filmagens do episódios terminaram em 3 de outubro de 2015. O título deste episódio foi revelado por Marlene King em 8 de setembro de 2015 pelo Twitter.

## Recepção

### Audiência
"Hush... Hush, Sweet Liars" foi transmitido em 15 de março de 2016 pela Freeform. A transmissão alcançou uma audiência de 1.19 milhões de telespectadores, contribuindo para o título de final de temporada com menor audiência da série.

### Avaliações
Jeremy Rodriguez do website The Young Folks escreveu que episódio foi "um pouco extravagante," declarando que "é isso que faz Pretty Little Liars ser tão excelente." Rodriguez também classificou o episódio com uma escala de 10/10. Paul Dailly do TV Fanatic disse que a série "está caminhando em uma direção interessante."